# Eurysternus aeneus
Eurysternus aeneus är en skalbaggsart som beskrevs av François Génier 2009. Eurysternus aeneus ingår i släktet Eurysternus och familjen bladhorningar. Inga underarter finns listade i Catalogue of Life.